# 2008年北京パラリンピックの日本選手団
2008年北京パラリンピック日本選手団（2008ねんペキンパラリンピックにほんせんしゅだん）は、2008年9月6日から9月17日までの日程で開催された2008年北京パラリンピックにおける日本代表選手団及び競技結果。

## 概要

### 選手団
人員: 選手 162人、役員 132人（合計 294人）

## メダル獲得者
| \| メダル \| 選手 \| 競技 \| 種目 \| 日付 \| \| -------- \| ----------------- \| ------------ \| ---------------------------------- \| ------- \| \| 金メダル \| 伊藤智也 \| 陸上競技 \| 男子400m T52 \| 9月12日 \| \| 金メダル \| 伊藤智也 \| 陸上競技 \| 男子800m T52 \| 9月16日 \| \| 金メダル \| 石井雅史 \| サイクリング \| 男子1kmタイムトライアル（CP4） \| 9月09日 \| \| 金メダル \| 鈴木孝幸 \| 水泳 \| 男子50m平泳ぎ SB3 \| 9月11日 \| \| 金メダル \| 国枝慎吾 \| 車いすテニス \| 男子シングルス オープン \| 9月15日 \| \| 銀メダル \| 神谷千恵子 \| アーチェリー \| 女子個人コンパウンド オープン \| 9月13日 \| \| 銀メダル \| 高田稔浩 \| 陸上競技 \| 男子400m T52 \| 9月12日 \| \| 銀メダル \| 高田稔浩 \| 陸上競技 \| 男子800m T52 \| 9月16日 \| \| 銀メダル \| 上与那原寛和 \| 陸上競技 \| 男子マラソン T52 \| 9月17日 \| \| 銀メダル \| 笹原廣喜 \| 陸上競技 \| 男子マラソン T54 \| 9月17日 \| \| 銀メダル \| 山本篤 \| 陸上競技 \| 男子走幅跳 F42/44 \| 9月14日 \| \| 銀メダル \| 八巻智美 \| 陸上競技 \| 女子100m T52 \| 9月11日 \| \| 銀メダル \| 八巻智美 \| 陸上競技 \| 女子200m T52 \| 9月15日 \| \| 銀メダル \| 藤田征樹 \| サイクリング \| 男子個人追い抜き（LC3） \| 9月09日 \| \| 銀メダル \| 石井雅史 \| サイクリング \| 男子個人追い抜き（CP4） \| 9月07日 \| \| 銀メダル \| 藤田征樹 \| サイクリング \| 男子1kmタイムトライアル（LC3/LC4） \| 9月07日 \| \| 銀メダル \| 藤本聰 \| 柔道 \| 男子66kg級 \| 9月07日 \| \| 銀メダル \| 小山恭輔 \| 水泳 \| 男子50mバタフライ S6 \| 9月13日 \| \| 銀メダル \| 河合純一 \| 水泳 \| 男子50m自由形 S11 \| 9月14日 \| \| 銅メダル \| 高田稔浩 \| 陸上競技 \| 男子マラソン T52 \| 9月17日 \| \| 銅メダル \| 大井利江 \| 陸上競技 \| 男子円盤投 F53/54 \| 9月14日 \| \| 銅メダル \| 田中照代 \| 陸上競技 \| 女子100m T52 \| 9月15日 \| \| 銅メダル \| 藤田征樹 \| サイクリング \| 男子個人タイムトライアル（LC3） \| 9月12日 \| \| 銅メダル \| 石井雅史 \| サイクリング \| 男子個人タイムトライアル（CP4） \| 9月12日 \| \| 銅メダル \| 河合純一 \| 水泳 \| 男子100mバタフライ S11 \| 9月09日 \| \| 銅メダル \| 鈴木孝幸 \| 水泳 \| 男子150m個人メドレー SM4 \| 9月14日 \| \| 銅メダル \| 国枝慎吾 斎田悟司 \| 車いすテニス \| 男子ダブルス オープン \| 9月14日 \| |                   |              |                                    |         |
| メダル | 選手              | 競技         | 種目                               | 日付    |
| 金メダル | 伊藤智也          | 陸上競技     | 男子400m T52                       | 9月12日 |
| 金メダル | 伊藤智也          | 陸上競技     | 男子800m T52                       | 9月16日 |
| 金メダル | 石井雅史          | サイクリング | 男子1kmタイムトライアル（CP4）     | 9月09日 |
| 金メダル | 鈴木孝幸          | 水泳         | 男子50m平泳ぎ SB3                  | 9月11日 |
| 金メダル | 国枝慎吾          | 車いすテニス | 男子シングルス オープン            | 9月15日 |
| 銀メダル | 神谷千恵子        | アーチェリー | 女子個人コンパウンド オープン      | 9月13日 |
| 銀メダル | 高田稔浩          | 陸上競技     | 男子400m T52                       | 9月12日 |
| 銀メダル | 高田稔浩          | 陸上競技     | 男子800m T52                       | 9月16日 |
| 銀メダル | 上与那原寛和      | 陸上競技     | 男子マラソン T52                   | 9月17日 |
| 銀メダル | 笹原廣喜          | 陸上競技     | 男子マラソン T54                   | 9月17日 |
| 銀メダル | 山本篤            | 陸上競技     | 男子走幅跳 F42/44                  | 9月14日 |
| 銀メダル | 八巻智美          | 陸上競技     | 女子100m T52                       | 9月11日 |
| 銀メダル | 八巻智美          | 陸上競技     | 女子200m T52                       | 9月15日 |
| 銀メダル | 藤田征樹          | サイクリング | 男子個人追い抜き（LC3）            | 9月09日 |
| 銀メダル | 石井雅史          | サイクリング | 男子個人追い抜き（CP4）            | 9月07日 |
| 銀メダル | 藤田征樹          | サイクリング | 男子1kmタイムトライアル（LC3/LC4） | 9月07日 |
| 銀メダル | 藤本聰            | 柔道         | 男子66kg級                         | 9月07日 |
| 銀メダル | 小山恭輔          | 水泳         | 男子50mバタフライ S6               | 9月13日 |
| 銀メダル | 河合純一          | 水泳         | 男子50m自由形 S11                  | 9月14日 |
| 銅メダル | 高田稔浩          | 陸上競技     | 男子マラソン T52                   | 9月17日 |
| 銅メダル | 大井利江          | 陸上競技     | 男子円盤投 F53/54                  | 9月14日 |
| 銅メダル | 田中照代          | 陸上競技     | 女子100m T52                       | 9月15日 |
| 銅メダル | 藤田征樹          | サイクリング | 男子個人タイムトライアル（LC3）    | 9月12日 |
| 銅メダル | 石井雅史          | サイクリング | 男子個人タイムトライアル（CP4）    | 9月12日 |
| 銅メダル | 河合純一          | 水泳         | 男子100mバタフライ S11             | 9月09日 |
| 銅メダル | 鈴木孝幸          | 水泳         | 男子150m個人メドレー SM4           | 9月14日 |
| 銅メダル | 国枝慎吾 斎田悟司 | 車いすテニス | 男子ダブルス オープン              | 9月14日 |

## 種目別選手

### アーチェリー
- 中西彩
- 斉藤あや子
- 山川八恵
- 吉田信次
- 神谷千恵子
- 小西貴美子
- 長谷川貴大
- 永沼庸彦
- 原口章
- 小野寺公正

### 陸上競技
- 大井利江
- 伊藤智也
- 山本篤
- 新野正仁
- 鈴木徹
- 高田稔浩
- 笹原廣喜
- 廣道純
- 尾崎峰穂
- 堀越信司
- 土田和歌子
- 佐藤真海
- 沢田優蘭
- 高橋勇市
- 上与那原寛和
- 多川知希
- 加藤有希
- 加治佐博昭
- 高田晃一
- 副島正純
- 安岡チョーク
- 山本浩之
- 洞ノ上浩太
- 小谷謙二
- 永尾嘉章
- 松永仁志
- 寒川進
- 二宮尚寛
- 八巻智美
- 田中照代
- 中西麻耶
- 藤田真理子

### ボッチャ
- 広瀬隆喜
- 木谷隆行
- 内田恵三
- 海沼理佐

### 自転車
- 石井雅史
- 藤田征樹
- 小川睦彦
- 大城竜之

### 馬術
- 渋谷豊

### ゴールボール
- 小宮正江
- 浦田理恵
- 安達阿記子
- 直井由紀
- 加藤三重子
- 高田朋枝

### 柔道
- 藤本聰
- 廣瀬悠
- 廣瀬誠
- 大我健侍
- 小松璃佳
- 木村崇之
- 赤塚正美
- 初瀬勇輔
- 土屋美奈子

### パワーリフティング
- 大堂秀樹

### ボート
- 松本めぐみ
- 浜田美穂

### 射撃
- 武樋いづみ
- 大橋健次
- 又吉清人
- 木下裕季子
- 田口亜希

### 競泳
- 鈴木孝幸
- 河合純一
- 中村智太郎
- 山田拓朗
- 笠本明里
- 野村真波
- 江島大佑
- 北村友里
- 小山恭輔
- 木村敬一
- 木村潤平
- 奈良恵里加
- 成田真由美
- 竹内すが子
- 秋山里奈
- 生長奈緒美
- 梶原紀子
- 河村有香

### 卓球
- 岡紀彦
- 別所キミヱ

### シッティングバレーボール
男子
- 田辺勉
- 東峻
- 金尾智
- 高砂進
- 竹田賢仁
- 山本新
- 田中浩二
- 中山要
- 金田進
- 皆川鉄雄
- 吉田等
- 米沢淳志

女子
- 金木絵美
- 大村心緒吏
- 長田まみ子
- 斉藤洋子
- 坂本はるみ
- 岡平ゆかり
- 粟野幸智恵
- 金田典子
- 坂本朋子
- 藤井順子
- 冨谷貴代子

### 車いすバスケットボール
男子
- 京谷和幸
- 森紀之
- 香西宏昭
- 鈴木明将
- 佐藤聡
- 藤井新悟
- 藤本怜央
- 三浦文閣
- 是友京介
- 大島朋彦
- 宮島徹也
- 前田憲造

女子
- 種田妃美
- 川上理恵
- 吉田絵里架
- 高林美香
- 小鈴木智美
- 浦元美喜
- 別当由香
- 増子恵美
- 添田智恵
- 田久保郁美
- 網本麻里
- 菅原奈緒子

### 車いすフェンシング
- 久川豊昌

### 車いすラグビー
- 高橋義信
- 室橋卓朗
- 荻野晃一
- 河野俊介
- 佐藤佳人
- 島川慎一
- 三阪洋行
- 永易雄
- 田村学
- 仲里進
- 藤嶋真悟

### 車いすテニス
| 選手名     | 種目           | 1回戦            | 2回戦           | 3回戦                | 準々決勝        | 準決勝           | 決勝            | 決勝   |
| 選手名     | 種目           | 対戦相手 スコア  | 対戦相手 スコア | 対戦相手 スコア      | 対戦相手 スコア | 対戦相手 スコア  | 対戦相手 スコア | 順位   |
| ---------- | -------------- | ---------------- | --------------- | -------------------- | --------------- | ---------------- | --------------- | ------ |
| 国枝慎吾   | 男子シングルス | ジェウィット 2-0 | スターマン 2-0  | ライドバーグ 2-0     | オルソン 2-0    | シェファース 2-0 | アマラーン 2-0  | Silver |
| 斎田悟司   | 男子シングルス | カムッソ 2-0     | サントス 2-0    | クルシェルニツキ 2-0 | アマラーン 0-2  |                  |                 |        |
| 藤本佳伸   | 男子シングルス | ウィークス 2-0   | ペレグリナ 2-1  | シェファース 0-2     |                 |                  |                 |        |
| 池ノ谷俊夫 | 男子シングルス | レグナー 0-2     |                 |                      |                 |                  |                 |        |

- 八筬美恵
- 岡部裕子
- 大前千代子
- 堂森佳南子
- 木村禎宏